# Laděna Víznerová
Ladislava (Laděna) Víznerová (* 16. května 1943 Kolín) je sklářská výtvarnice a šperkařka.

## Život
Narodila se během války, 16. května 1943 v Kolíně. V letech 1958–1961 studovala na Střední uměleckoprůmyslové škole sklářské v Kamenickém Šenově a poté pracovala šest let jako návrhářka Výtvarného střediska lisovaného skla v Teplicích. Od roku 1967 se věnovala tvorbě skleněného šperku ve vlastním ateliéru. Kromě toho se zabývá designem užitého lisovaného, broušeného a foukaného skla, miniaturní skleněnou plastikou a skleněným reliéfem a návrhy osvětlovadel a skleněných součástí architektury.

### Ocenění
- 1964 Zlatá medaile, Liberecké výstavní trhy
- 1968 Bronzová medaile, Mezinárodní výstava bižuterie Jablonec nad Nisou
- 1969 Zlatá medaile, bavorská státní cena, Schmuckschau International, Mnichov
- 1978 Čestné uznání, II. Quadrienale, Erfurt

## Dílo
Jako průmyslová návrhářka se Laděna Víznerová zajímala především o struktury materiálů – dřeva, kovu nebo keramiky. Zde také poprvé využila zatavování stříbra, mědi a sublimujících materiálů k vytváření polotovarů, kterým pak dávala konečnou podobu broušením. Vycházela z technologie Jaroslava Špačka, která využívá působivého vzhledu skla ve větší hmotě, ozvláštněné efektem bublin, vložením kovové mřížky nebo kombinací dvou barev a následným broušením, které vyvolá různý lom světla, jiskření a lesk.
Víznerová vytváří šperky z čirého nebo zbarveného skla se zatavenými kovovými vlákny, mřížkami nebo bublinkami, které brousí do geometrických tvarů. Jen jako nezbytný doplněk užívá střídmou stříbrnou montáž, kterou šperk kompozičně dotváří tak, aby dala vyniknout skleněnému objektu.
Sklářské šperky byly poprvé představeny na výstavě Kov a šperk (1968) a přinesly nové a dynamické prostorové cítění. Objemné šperky Laděny Víznerové (a P. Krbálka a V. Ciglera) poprvé prokázaly, že šperk nemusí být jen vkusným doplňkem oděvu, ale může tvořit dominantu, která nově definuje vztah mezi výtvarným dílem a jeho nositelem. Tento typ šperku, využívající sklo místo drahých kamenů, byl také oceňován pro jeho finanční dostupnost.

### Zastoupení ve sbírkách
- Muzeum skla a bižuterie v Jablonci nad Nisou
- Uměleckoprůmyslové museum, Praha
- Moravská galerie v Brně[6]
- Schmuckmuseum Pforzheim
- Museum of Modern Art, Sydney
- National Museum of Modern Art, Tokio
- Museum Swaenstyn, Vooburg, Niz.
- Severočeské muzeum p.o., Liberec
- Krajské vlastivědné muzeum, Olomouc

### Výstavy

#### Autorské
- 1967 František Vízner, Ladislava Víznerová: Sklo, Severočeské muzeum p.o., Liberec
- 1967 František Vízner, Ladislava Víznerová: Sklo, Vlastivědné muzeum Olomouc
- 1968 Ladislava Víznerová, Museum Folkwang, Essen (s A. Cepkou)
- 1969 František Vízner, Ladislava Víznerová: Sklo, Norimberk, Hamburk
- 1969 Ladislava Víznerová, R. Svoboda, T. Kuščynskyj, Stranberk, SRN
- 1970 Taras Kuščynskyj: Fotografie, Laděna Víznerová: Šperky, František Vízner, Galerie na Betlémském náměstí, Praha
- 1971 Laděna Víznerová: Šperky, Taras Kuščynskyj: Fotografie, Kabinet užitého umění, Brno[7]
- 1971 Ladislava Víznerová, Jaroslav Kodejš, Šperky, Taras Kuščynskyj: Fotografie, Firma Lobmayer, Vídeň
- 1972 Ladislava Víznerová, Anton Cepka, Svatopluk Kasalý, šperky, Galerie Orfévre, Düsseldorf
- 1973 Ladislava Víznerová, Galerie NI, Den Haag, Niz.
- 1976 Laděna Víznerová: Šperky, Středočeské muzeum, Roztoky
- 1977 Ladislava Víznerová, Galerie Embryo, Leven, Belgie
- 1978 Laděna Víznerová, Otakar Riegel: Šperky, Galerie Karolina, Praha
- 1981 Laděna Víznerová: Šperk, Galerie Karolina, Praha
- 1981 Ladislava Víznerová, Rozen-Galerie, Amsterdam
- 1982 Ladislava Víznerová, Galerie Am Graben, Vídeň (s L. Hlubučkovou, S. Kasalým, J. Kodejšem)
- 1983 Laděna Víznerová: Šperky, Galerie Karolina, Praha
- 1984 Laděna Víznerová: Šperk, Galerie Karolina, Praha
- 1986 Laděna Víznerová: Šperk, Galerie Karolina, Praha
- 1987 Laděna Víznerová: Šperky, Galerie Dílo, Brno
- 1989/ Laděna Víznerová: Šperk, Galerie Karolina, Praha
- 1990 Laděna Víznerová, Galerie Praha, Bratislava
- 1991 Laděna Víznerová, Galerie Karolina, Praha[8]

#### Kolektivní (výběr)
- 1967 Form und Qualitat, Schmuck international, Mnichov
- 1968 Kov a šperk, Galerie na Betlémském náměstí, Praha
- 1968 Bilanz 68, Arbeitsgemeinschaft des deutschen Kunsthandwerkes, Kolín nad Rýnem
- 1968 Český šperk, Museum Folkwang, Essen
- 1968 Jablonec 68: Mezinárodní výstava bižuterie, Výstaviště, Jablonec nad Nisou
- 1969 Schmuck international, Mnichov
- 1969 Český skleněný šperk, Montréal
- 1969 50 let českého užitého umění a průmyslového výtvarnictví, Mánes, Praha
- 1969 Z přírůstků užitého umění 20. století, Moravská galerie v Brně
- 1969 Sklo a skleněný šperk, Káhira
- 1969 50 Jahre der Tschechischen angewandten Kunst und industrial design, MAK - Österreichisches Museum für angewandte Kunst / Gegenwartskunst, Vídeň
- 1969 Výstava československých umělců, Fürt u Norimberku
- 1969 Prsteny čtyř tisíciletí, Schmuckmuseum Pforzheim, Praha, Olomouc, Jablonec nad Nisou
- 1970 Schmuck-Tendenzen, Schmuckmuseum Pforzheim
- 1970 Současné české sklo, Mánes, Praha
- 1970 Zamiary i zapasy: 50 lat czeskiej sztuki stosowanej i plastyki przemysłowej, Muzeum Śląskie, Wrocław
- 1971 Bilanz 71, Norimberk
- 1971 Gold + Silber, Schmuck + Gerät von Albrecht Dürer bis zu Gegenwart, Nurnberg 1971
- 1973 Bijuterii moderne din R.S. Cehoslovacă, Sala Ateneului Român (Ateneul Român), Bukurešť
- 1973 International Jewrllery Art Exhibition, Tokio
- 1974 Design, Brusel
- 1975 Schmuck international, Mnichov
- 1977 Arte Checoslovaco - Vidrio, cerámica, joyas y tapices, Sala Cairasco, Las Palmas, Canary Island
- 1978 Soudobý československý šperk, Muzeum skla a bižuterie v Jablonci nad Nisou
- 1978 II. Quadrenále uměleckého řemesla, Erfurt
- 1979 Současné užité umění, Severočeská galerie výtvarného umění v Litoměřicích
- 1980 Užité umění 70/80. Sklo, kov, textil, nábytek, keramika., Moravská galerie v Brně
- 1981 Soudobý šperk, Okresní knihovna, Louny
- 1982 Contemporary Czecholovakian Glass, Jewelry and Sculpture, Foster/White Gallery, Seattle
- 1982/1983 Arte Aplicado Checoslovaco (Miniaturas de Vidrio, Ceramica, Textil y Joyas), Museo de Artes Decorativas, Havana, Museo de ambiente histórico cubano, Santiago de Cuba
- 1983 Súčasný československý umelecký šperk, Galéria Miloša Alexandra Bazovského v Trenčíne
- 1983 Český šperk 1963-1983, Středočeské muzeum, Roztoky
- 1983 300 years of Bohemian Glass and Costume Jewellery, Isetan Museum of Art, Tokio, Hokkaido Museum of Modern Art, Sapporo, Yamanashi Prefectural Museum of Art, Fuefuki
- 1984 Contemporary Jewellery, MOMOA, Tokio
- 1985 Sto let českého užitého umění: České užité umění 1885-1985 ze sbírek Uměleckoprůmyslového muzea v Praze k stému výročí založení muzea, Uměleckoprůmyslové museum, Praha
- 1987 Súčasná československá sklenená plastika a sklenený šperk, Galéria Miloša Alexandra Bazovského v Trenčíne
- 1990 Kov a šperk: Oborová výstava, Galerie Václava Špály, Praha
- 1993 Kov - šperk 1993, Dům umění města Brna
- 1993 New Frontiers, Leamington Spa Art Gallery & Museum, Leamington Spa
- 1996 Současný český šperk, Muzeum skla a bižuterie v Jablonci nad Nisou
- 1996/1997 Užité umění 60. let, Uměleckoprůmyslové muzeum, Brno
- 2006 Sklo a světlo - 150 let sklářské školy v Kamenickém Šenově, Galerie design centra ČR, Praha, Uměleckoprůmyslové museum, Praha

#### Katalogy

##### Autorské
- Jan Šubert: Taras Kuščynskyj: Fotografie, Laděna Víznerová: Šperky, Galerie na Betlémském náměstí, Praha 1970
- Jaromíra Maršíková, Jan Šubert: Laděna Víznerová: Šperky, Taras Kuščynskyj: Fotografie, Moravská galerie v Brně 1971
- Josef Klimeš: Laděna Víznerová: Šperky, Středočeské muzeum Roztoky 1976
- Laděna Víznerová: Šperky, Dílo - podnik Českého fondu výtvarných umění 1983
- Laděna Víznerová, Dílo - podnik Českého fondu výtvarných umění 1990
- Laděna Víznerová, Český fond výtvarných umění 1991

##### Kolektivní
- Věra Vokáčová, Kov a šperk, 1968
- Karel Hetteš, Bilanz 68, Arbeitsgemeinschaft des deutschen Kunsthandwerkes, Kolín nad Rýnem 1968
- Karel Hetteš, 50 let českého užitého umění a průmyslového výtvarnictví (Mezníky vývoje v letech 1918-1968), SČSVU 1969
- Karel Hetteš, Wilhelm Mrazek, 50 Jahre der Tschechischen angewandten Kunst und industrial design (Meilensteine der Entwicklung in den Jahren 1918 - 1968), 1969
- Jiřina Medková, Z přírůstků užitého umění 20. století, Moravská galerie v Brně 1969
- Karel Hetteš, Jiří Šetlík, Zamiary i zapasy (50 lat czeskiej sztuki stosowanej i plastyki przemysłowej), 1970
- Karel Hetteš, Současné české sklo, 1970
- Kurt Heigl, Gold + Silber, Schmuck + Gerät von Albrecht Dürer bis zu Gegenwart, Nurnberg 1971
- Věra Vokáčová, Dagmar Hejdová, Bijuterii moderne din R.S. Cehoslovacă, 1973
- Arte Checoslovaco - Vidrio, cerámica, joyas y tapices, Sala Cairasco, Las Palmas, Canary Island 1977
- Věra Vokáčová, Věra Maternová, Soudobý československý šperk, Muzeum skla a bižuterie v Jablonci nad Nisou 1978
- Alena Adlerová, Současné užité umění (Sklo, keramika, tapiserie, šperk (autorská individuální tvorba), Severočeská galerie výtvarného umění v Litoměřicích 1979
- Karel Holešovský, Užité umění 70/80 (Výstava přírůstků Uměleckoprůmyslového odboru Moravské galerie v Brně) 1980
- Dagmar Tučná, Jiří Bárta, Věra Vokáčová, Arte Aplicado Checoslovaco: Miniaturas de Vidrio, Ceramica, Textil y Joyas, 1982 (šp.)
- Karin Webster, Contemporary Czechoslovakian Glass, Foster/White Gallery, Seattle 1982
- Věra Vokáčová, Marián Kvasnička, Súčasný československý umelecký šperk, Galéria Miloša Alexandra Bazovského v Trenčíne 1983
- Věra Vokáčová, Český šperk 1963-1983, Středočeské muzeum, Roztoky 1983
- Jan Rous a kol., Sto let českého užitého umění (České užité umění 1885-1985 ze sbírek Uměleckoprůmyslového muzea v Praze k stému výročí založení muzea), 1987
- Marián Kvasnička, Danica Lovišková, Súčasná československá sklenená plastika a sklenený šperk, Galéria Miloša Alexandra Bazovského v Trenčíne 1987
- Věra Vokáčová, Kov a šperk: Oborová výstava, Unie výtvarných umělců České republiky 1990
- Warwick Festival, New Frontiers, Leamington Spa Art Gallery & Museum, Leamington 1993
- Alena Křížová, Kov - šperk 1993
- Antonín Dufek a kol., Užité umění 60. let, Moravská galerie v Brně 1996, ISBN 80-7027-053-5

### Souborné publikace
- Věra Vokáčová, Současný šperk, Odeon, 1979
- Marguerite de Cerval, Dictionnaire International de Bijou, Regard, Paris 1998, ISBN 978-2903370985
- Alena Křížová, Proměny českého šperku na konci 20. století, Academia, Praha 2002, ISBN 80-200-0920-5